# Gilbert Vinter
Gilbert Vinter, född 4 maj 1909 i Lincoln, död 10 oktober 1969 i Tintagel i Cornwall, var en brittisk kompositör och orkesterledare. Han är mest känd för sina kompositioner för bleckblåsorkestrar.

## Filmmusik
- 1957 - Klarar Bananen Biffen?